# He Touched Me
He Touched Me — шестнадцатый студийный альбом американского певца Элвиса Пресли, его третий и последний альбом в жанре госпел. Этот диск принёс Пресли вторую из трёх наград «Грэмми» (в категории «Духовный альбом»). Пластинка заняла 79-е место в американском хит-параде.

## Об альбоме
Для Пресли, выросшего в набожной семье, церковные гимны были одной из его любимых музыкальных тем. Его первая пластинка в жанре госпел — мини-альбом Peace in the Valley — вышла в 1957 году, позже вышли ещё два долгоиграющих альбома — His Hand in Mine (1960) и How Great Thou Art (1967).
Запись альбома была осуществлена во время майских и июньских сессий в студиях RCA в Нэшвилле; тогда же параллельно записывался материал для рождественского альбома Elvis Sings the Wonderful World of Christmas. В альбом вошли множество госпельных стандартов, включая известную «Amazing Grace». Заглавная песня была написана Биллом Гейтером в 1963 году. Песня «He Is My Everything» является госпельной версией кантри-хита «There Goes My Everything», ранее также записанного Пресли.

## Список композиций
1. He Touched Me (2:40)
2. I’ve Got Confidence (2:23)
3. Amazing Grace (3:36)
4. Seeing Is Believing (2:55)
5. He Is My Everything (2:42)
6. Bosom of Abraham (1:37)
7. Evening Prayer (1:56)
8. Lead Me, Guide Me (2:42)
9. There Is No God But God (2:21)
10. Thing Called Love (2:27)
11. I, John (2:18)
12. Reach Out to Jesus (3:13)